# 野馳駅
野馳駅（のちえき）は、岡山県新見市哲西町畑木字キシ添にある、西日本旅客鉄道（JR西日本）芸備線の駅である。岡山県最西端の駅である。

## 歴史
- 1930年（昭和5年）11月25日：鉄道省三神線延伸区間として矢神 - 東城間が開業した際に開設[1]。
- 1937年（昭和12年）7月1日：三神線が芸備線の一部となり、当駅もその所属となる。
- 1962年（昭和37年）3月11日：貨物取扱廃止[1]。
- 1972年（昭和47年）9月1日：荷物扱い廃止[2]。無人駅となる[3][4]。
- 1987年（昭和62年）4月1日：国鉄分割民営化により、JR西日本の駅となる[1]。

## 駅構造
備後落合方面に向かって右側に単式ホーム1面1線を有する地上駅（停留所）。かつては相対式ホーム2面2線の交換可能駅であった。
開業当時の古い木造駅舎が現存する。新見駅管理の簡易委託駅であり、駅舎に入居するタクシー事業者が窓口で乗車券を販売している。

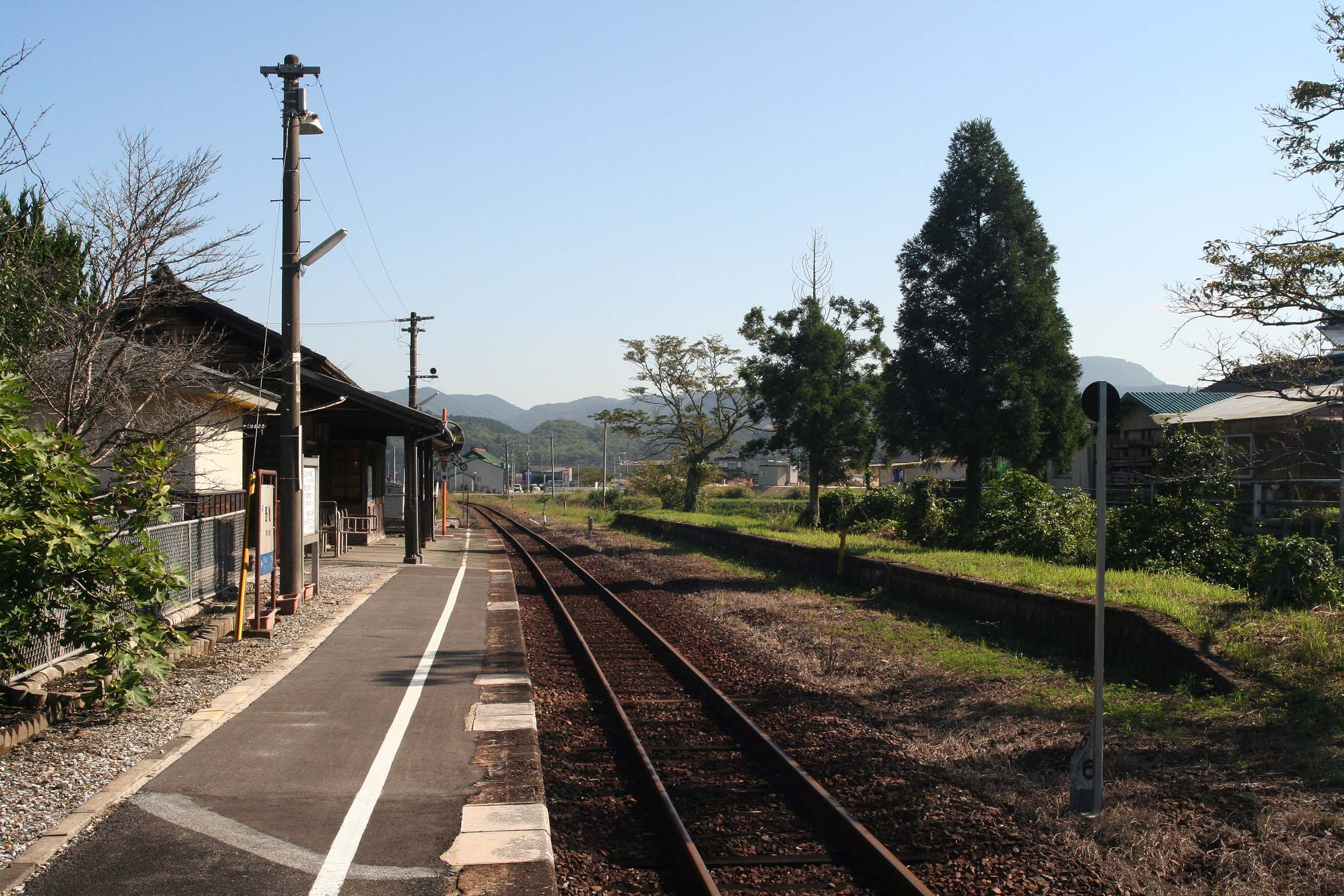
ホーム（2007年9月）
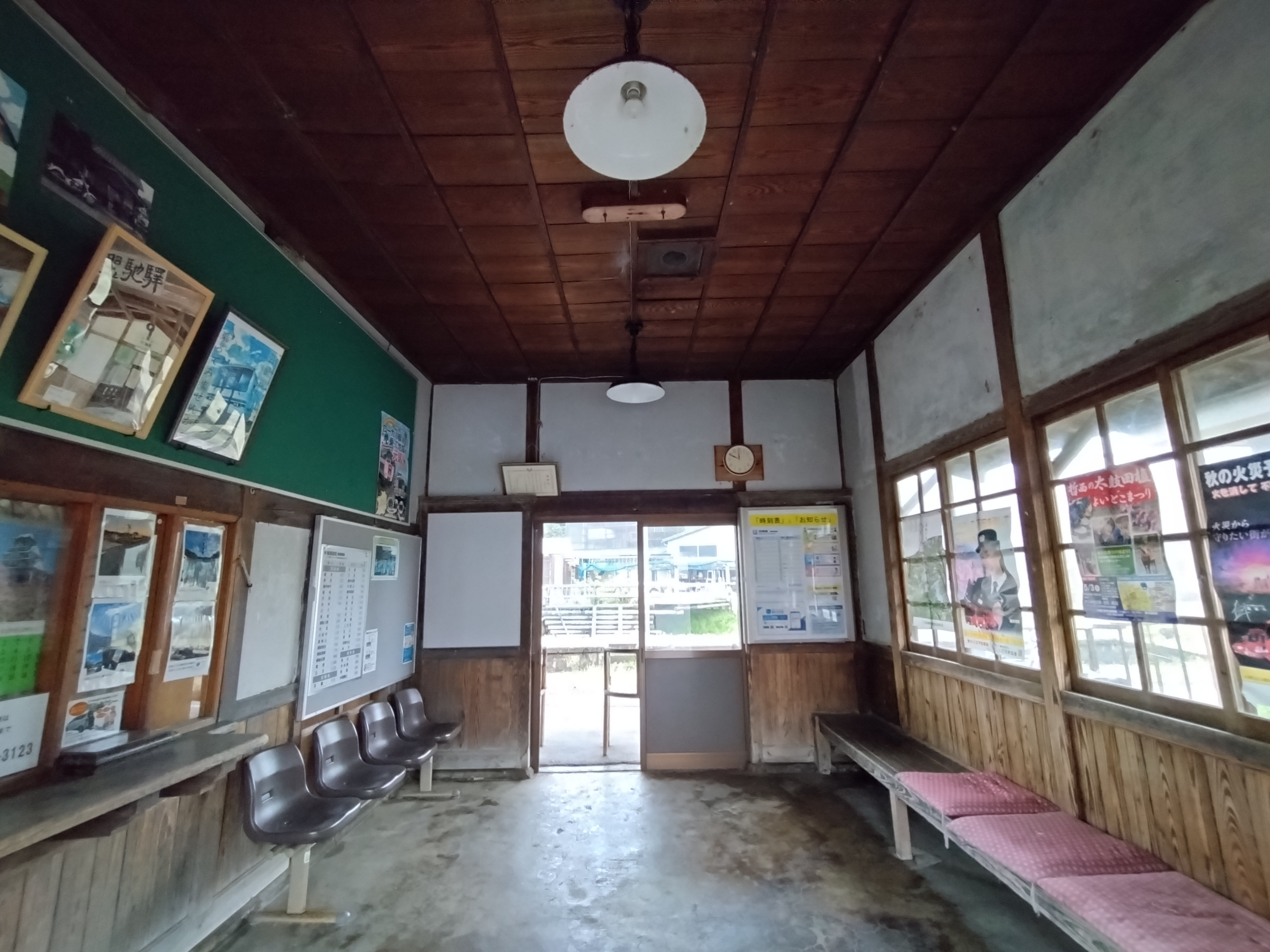
駅舎内（2024年4月）

## 利用状況
1日平均乗車人員は以下の通り。
| 乗車人員推移 | 乗車人員推移 |
| 年度         | 1日平均人数  |
| ------------ | ------------ |
| 1981         | 28           |
| 1990         | 116          |
| 1999         | 82           |
| 2000         | 71           |
| 2001         | 65           |
| 2002         | 53           |
| 2003         | 46           |
| 2004         | 43           |
| 2005         | 44           |
| 2006         | 43           |
| 2007         | 37           |
| 2008         | 37           |
| 2009         | 36           |
| 2010         | 37           |
| 2011         | 38           |
| 2012         | 34           |
| 2013         | 33           |
| 2014         | 23           |
| 2015         | 22           |
| 2016         | 23           |
| 2017         | 24           |
| 2018         | 25           |
| 2019         | 26           |
| 2020         | 29           |
| 2021         | 28           |

## 駅周辺
- 野馳郵便局
- 国道182号

## 隣の駅
西日本旅客鉄道（JR西日本）
 芸備線
■快速
通過
■普通
矢神駅 - 野馳駅 - 東城駅